# 前沢保美
前沢 保美（まえざわ やすみ、本名同じ、1946年〈昭和21年〉6月3日 - ）は、舞台女優。現代制作舎所属。神奈川県出身。日本大学芸術学部演劇科卒。

## 出演

### テレビドラマ
- うわさの委員会（1975年11月30日、NHK）
- 気まぐれ天使 (NTV、1976年〜1977年)
- 太陽にほえろ! 第246話「赤ちゃん」（1977年4月8日、NTV / 東宝） - 吉永夫人
- 土曜ドラマ「松本清張シリーズ・最後の自画像」（NHK、1977年） - 三田村洋子
- 日本巌窟王（1979年） - おたき
- 大河ドラマ（NHK）
  - 「獅子の時代」（1980年） - 百姓女
  - 「いのち」（1986年） - ヌイ
- 私鉄沿線97分署 第80話「ロマン万才少年探偵団!!」（ANB/国際放映、1986年） - 少年に怒る婦人
- 一家だんらん物語（TBS系、1986年）
- 半七捕物帳 第5話「十五年目の悲劇」（1992年、NTV / ユニオン映画） - おとよ
- お助け信兵衛 人情子守唄（1995年、NTV - おしげ
- 3年B組金八先生（1995年、TBS） - 豊川チエミ（康の母） 役
- ウルトラマンダイナ（TBS系、1997年 - 1998年） - シイナ・サエコ参謀。準レギュラー出演。
- 土曜ワイド劇場「車椅子の弁護士・水島威4 ふたりの夫を殺した女!」（EX系、1997年） - バーのママ
- 金曜エンタテイメント「左手に告げるなかれ」（フジテレビ系、1997年）
- 火曜サスペンス劇場「密告電話」（1998年12月8日、NTV） - 西野明美
- 相棒（テレビ朝日 / 東映）
  - season1 第10話「最後の灯り」（2002年） - 掃除婦
  - season2 第18話「ピルイーター」（2003年） - スナックママ
  - season4 第2話「殺人講義」（2005年） - 遠山ちず
  - season5 第3話「犯人はスズキ」（2006年） - 井伏節子
  - season6 第8話「正義の翼」（2007年） - 横山澄江（掃除婦）
  - season7 第4話「隣人の女」（2008年） - 桂木和枝（結婚相談所スタッフ）
  - season8 第18話「右京、風邪をひく」（2010年） - 遠山ちず
  - season14 第6話「はつ恋」（2015年） - 小松典子
- ただいま満室（2003年） - 大場安江 役
- 潮風の診療所〜岬のドクター奮戦記〜（2007年） - 茅野治子
- 嵐がくれたもの （東海テレビ、2009年） - 野中文子
- 結婚できない男 第7話「親戚づきあいが嫌いで悪いか!!」（関西テレビ、2006年） - 新築設計依頼家族
- ゴンゾウ 伝説の刑事（2008年） - 栗原のおばちゃん
- 花嫁のれん（東海テレビ、2010年）
- 遺留捜査 第10話（2011年6月15日、テレビ朝日系 / 東映） - 山崎芳江
- 新・警視庁捜査一課9係 第6シリーズ 第7話「殺人法廷」（2011年8月17日、テレビ朝日系 / 東映）
- 金曜プレステージ「浅見光彦シリーズ45 志摩半島殺人事件」（フジテレビ系、2012年7月20日） - 八重

### 映画
- ウルトラマンティガ&ウルトラマンダイナ 光の星の戦士たち（1998年3月、松竹） - シイナ・サエコ参謀
- なぞの転校生（1998年12月、メディアボックス）
- 生きたい（1999年1月公開、日本ヘラルド映画）
- 三文役者（2000年12月公開、近代映画協会・東京テアトル）
- ハート・オブ・ザ・シー（2003年8月、デジタルシネマプロジェクト）
- 劇場版 超・仮面ライダー電王&ディケイド NEOジェネレーションズ 鬼ヶ島の戦艦（2009年5月1日公開、東映）

### オリジナルビデオ
- ウルトラマンダイナ 帰ってきたハネジロー（2001年） - シイナ・サエコ参謀